# Attentats d'Oslo et d'Utøya
Les attentats d'Oslo et d'Utøya sont deux actions terroristes d'extrême droite coordonnées contre le gouvernement, un rassemblement politique estival et la population civile en Norvège, commises le vendredi 22 juillet 2011. La première est une explosion provoquée par une bombe artisanale survenue à Regjeringskvartalet, le quartier gouvernemental de la ville d'Oslo, le vendredi 22 juillet 2011 à 15 h 26 HEC (13 h 26 UTC) près du bureau du ministre d'État Jens Stoltenberg et d'autres édifices gouvernementaux. L'explosion tue huit personnes et en blesse quinze autres. La seconde attaque suit environ deux heures plus tard dans un camp de jeunes organisé par la Ligue des jeunes travaillistes (AUF) du Parti travailliste norvégien (AP), sur l'île d'Utøya. Un homme déguisé en policier ouvre le feu sur les campeurs, tuant 69 personnes et en blessant 200 par balle.
La police arrête à Utøya Anders Behring Breivik, un homme de 32 ans qui a perpétré et revendiquera les deux attentats. Il s'agit d'un ancien membre du Parti du Progrès (FrP) et de l’Ordre norvégien des francs-maçons dont il est radié immédiatement après le drame, appartenant à la droite nationale-conservatrice et à son mouvement pour la jeunesse. La justice l'inculpe pour les deux attaques ; il est condamné le 24 août 2012 à 21 ans de prison.
Il s'agirait de la plus grave attaque en Norvège depuis la Seconde Guerre mondiale, le nombre de morts représente l'équivalent de deux fois le nombre annuel moyen de meurtres dans le pays, et la fusillade par un tueur de masse la plus meurtrière de l’époque contemporaine. L'Union européenne, l'OTAN et plusieurs autres pays à travers le monde expriment leur soutien à la Norvège et condamnent les attaques.

## Explosion à Oslo

Zone de l'explosion :
Bâtiment ministériel
Bâtiment du ministère du pétrole
Position d'une voiture détruite, mais pas le centre de l'explosion

Vendredi 22 juillet 2011 à 15 h 26 HEC, une ou plusieurs explosions au Regjeringskvartalet, à Oslo, ont endommagé des bâtiments publics, dont les bureaux du ministre d'État norvégien Jens Stoltenberg,, qui ne se trouvait pas dans le bâtiment à ce moment-là.

### Victimes
La mort de huit personnes a été confirmée à la suite de l'explosion d'Oslo, ainsi que quinze personnes blessées,, dont onze plus sérieusement. Un médecin de l'hôpital universitaire d'Oslo confirma à la presse que des blessures à la tête, au thorax et à l'abdomen étaient soignées.
Le secrétaire d'État Hans Kristian Amundsen a déclaré que la zone était moins fréquentée ce jour-là parce que l'attentat est survenu un jour férié, ce qui a pu diminuer le nombre de victimes potentielles. Le mois de juillet serait aussi celui où le plus de Norvégiens prennent leurs congés estivaux.

### Mesures immédiates
Toutes les routes du centre-ville d'Oslo ont été fermées par les forces de sécurité après avoir fait évacuer les gens qui se trouvaient dans la zone, et ils ont préconisé aux habitants d'Oslo de rester loin du centre-ville et de limiter l'utilisation de leur téléphone cellulaire, en raison des préoccupations concernant une autre attaque terroriste potentielle. Les transports publics dans et hors de la ville ont également été arrêtés.

## Massacre d'Utøya

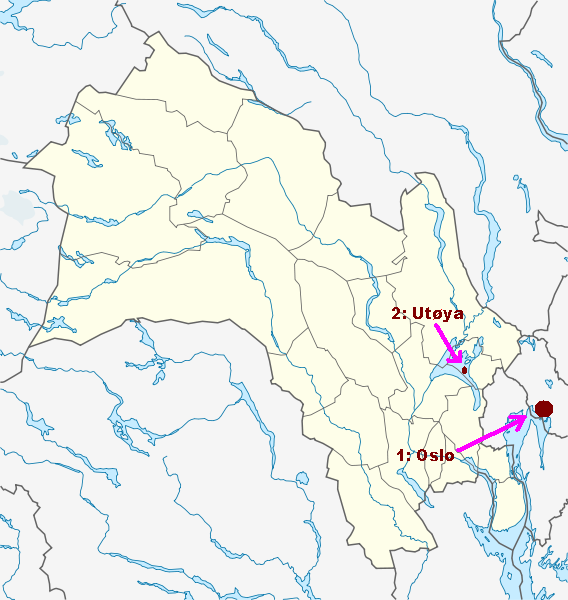
Localisations d'Utøya et d'Oslo.

Peu après, Anders Behring Breivik, ouvre le feu lors du camp d'été de la Ligue des jeunes travaillistes (AUF), sur l'île d'Utøya, où doit se rendre le ministre d'État le lendemain. Dans un très long texte en ligne, publié le jour des attaques à de nombreuses adresses e-mail proches de la mouvance d'extrême droite, il expliquait longuement ses raisons de commettre cet attentat et la méthode qu'il emploierait.
Portant une tenue de sports nautiques, estampillée « Politi » (« Police »), il arrive sur l'île en bac, deux heures après l'explosion de la bombe à Oslo. Il demande alors aux gens sur place de se rassembler autour de lui avant d'engager le feu à 17 h 22, tuant et blessant de nombreuses personnes. Les témoins le voient achever les blessés à terre, rire et crier en tirant, abattant les personnes qui essaient de s'enfuir à la nage et tirant sur les tentes de camping des adolescents.
Les premiers appels passés par les victimes aux services d'urgence norvégiens ne sont pas pris en compte : on leur dit de libérer les lignes, à moins que leurs appels n'aient un rapport avec l'explosion qui vient d'avoir lieu à Oslo. Les premières personnes à secourir les victimes sont des vacanciers séjournant près du lieu de la fusillade. Un touriste, Marcel Gleffe, alors logé dans un camp de vacances près du lac, entend les coups de feu et s'approche à bord de son embarcation ; il lance des gilets de sauvetage aux gens, puis les fait monter à bord et effectue quatre ou cinq voyages entre l'île et la côte pour les mettre à l'abri. Un couple, Hege Dalen et Toril Hansen, qui passe ses vacances dans le campement d'Utviken sur la rive opposée du lac, entend également les coups de feu et effectue quatre trajets sur le lac pour secourir plusieurs dizaines de victimes ; son embarcation essuie plusieurs tirs.
La police norvégienne est avertie de la fusillade en cours à 17 h 26, mais plusieurs difficultés de transport retardent son arrivée sur les lieux. Les forces spéciales à Oslo, ne disposant pas d'un hélicoptère capable de les amener directement jusqu'à l'île, font le trajet par la route jusqu'au quai de Storøya. Elles rencontrent alors des problèmes pour traverser le lac car le bateau qu'empruntent les policiers est alourdi par le trop grand nombre de personnes lourdement équipées à bord ; il prend l'eau et tombe en panne. Cela les oblige à monter à bord de bateaux privés appartenant à des plaisanciers venus à leurs secours, qui les emmènent à l'île. La police ne débarque sur l'île qu'une heure après avoir été avertie, à 18 h 25, et Breivik se rend sans opposer de résistance au cours des minutes qui suivent.
Le porte-parole de la police norvégienne indique qu'il y a au moins 87 victimes, et que la plupart étaient âgées de 15 ou 16 ans. Certains témoins rapportent s'être cachés dans les toilettes ou les sous-bois en communiquant par SMS pour éviter d'être repérés par leur agresseur. Deux jours plus tard, le 24 juillet, le bilan a été corrigé par la police norvégienne, passant alors à 68 morts.

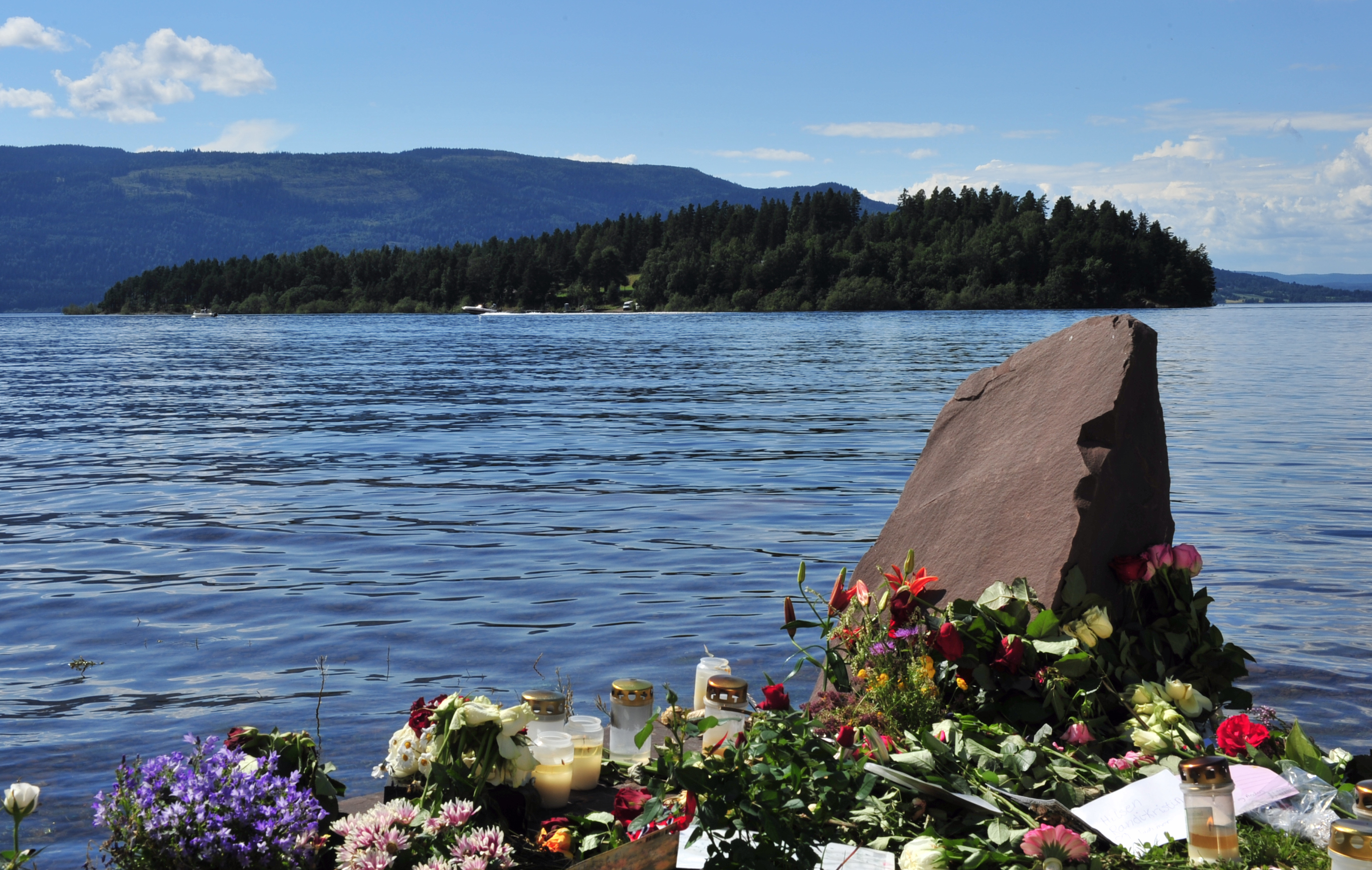
30 juillet 2011.

Un policier fait partie des premières victimes. Il n'était pas en service mais assurait la sécurité du rassemblement bénévolement à son temps libre et n'était donc pas armé. Une unité d'intervention de la police arrive sur les rives du lac après une heure, puis rejoint l'île en bateau de plaisance après vingt-cinq minutes supplémentaires. Les prenant pour de nouveaux assaillants, les survivants les auraient priés de jeter leurs armes.
L'ancienne Première ministre de Norvège Gro Harlem Brundtland échappe de justesse à un assassinat lors de cet événement. Elle est sur l'île d'Utøya quelques heures avant le massacre pour donner un discours au camp de la Ligue des jeunes travaillistes. Breivik déclare qu'elle était la cible principale de l'attentat qu'il avait préparé, mais il n'a pas pu arriver à temps à cause d'un retard à la gare d'Oslo.

## Enquête et procès
Les deux attaques ont d'abord été revendiquées par le groupuscule islamiste Ansar al-Jihad al-Alami, dirigé par Abu Suleiman al-Nasser. Cependant, le principal suspect appréhendé le jour même est Anders Behring Breivik, un Norvégien de 32 ans, arrêté sur les lieux du massacre en possession d'armes et qui passe immédiatement aux aveux.
Il a révélé aux enquêteurs que son objectif principal était d'attenter à la vie de Gro Harlem Brundtland, personnalité majeure de l'AP pendant les années 1980, ancienne Première ministre de Norvège. Cette dernière avait quitté l'île d'Utøya quarante minutes avant l'arrivée du tueur.
Breivik, dans un volumineux manifeste publié sur Internet peu avant l'attaque, dénonce les « marxistes culturels » qui laisseraient, selon lui, l'Europe être colonisée par l'islam (thèse de l'Eurabie). Il décrit aussi dans ce document ses préparatifs pour organiser les attentats : se faire passer pour un agriculteur pour acheter les engrais chimiques nécessaires à la confection de l'ANFO utilisé dans l'explosion d'Oslo, et l'achat légal des armes utilisées pendant la fusillade.
La police norvégienne enquête également sur la possibilité de l'existence d'un deuxième tireur complice de Breivik, même si celui-ci a déclaré avoir agi seul.
Breivik a reconnu les faits, mais choisit de plaider « non coupable ». Après une reconstitution sur les lieux des assassinats lourdement encadrée par des moyens policiers, Anders Behring Breivik est maintenu en isolement. Un procès s'échelonne du 16 avril au 24 août 2012, au cours duquel deux analyses psychiatriques donnent des résultats contradictoires. Breivik est condamné à la peine maximale norvégienne, 21 ans de prison avec sûreté, pour l'assassinat de 77 personnes (bilan définitif).

## Réactions norvégiennes

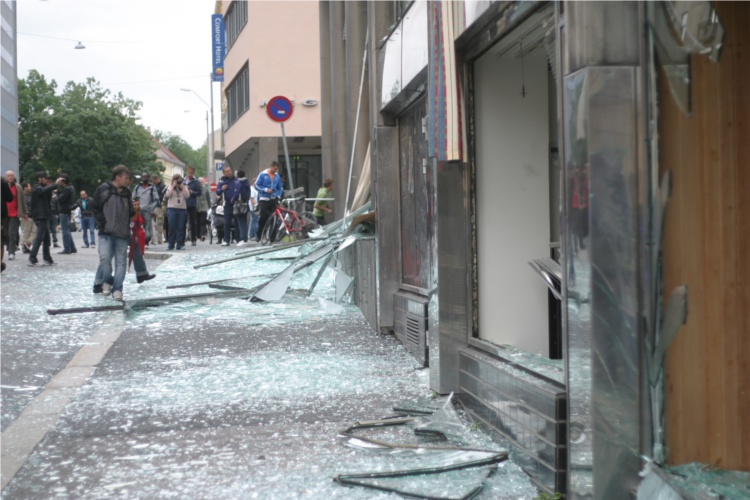
Les dommages constatés sur les vitrines du centre des congrès d'Oslo et sur les immeubles avoisinants illustrent la violence de la déflagration.

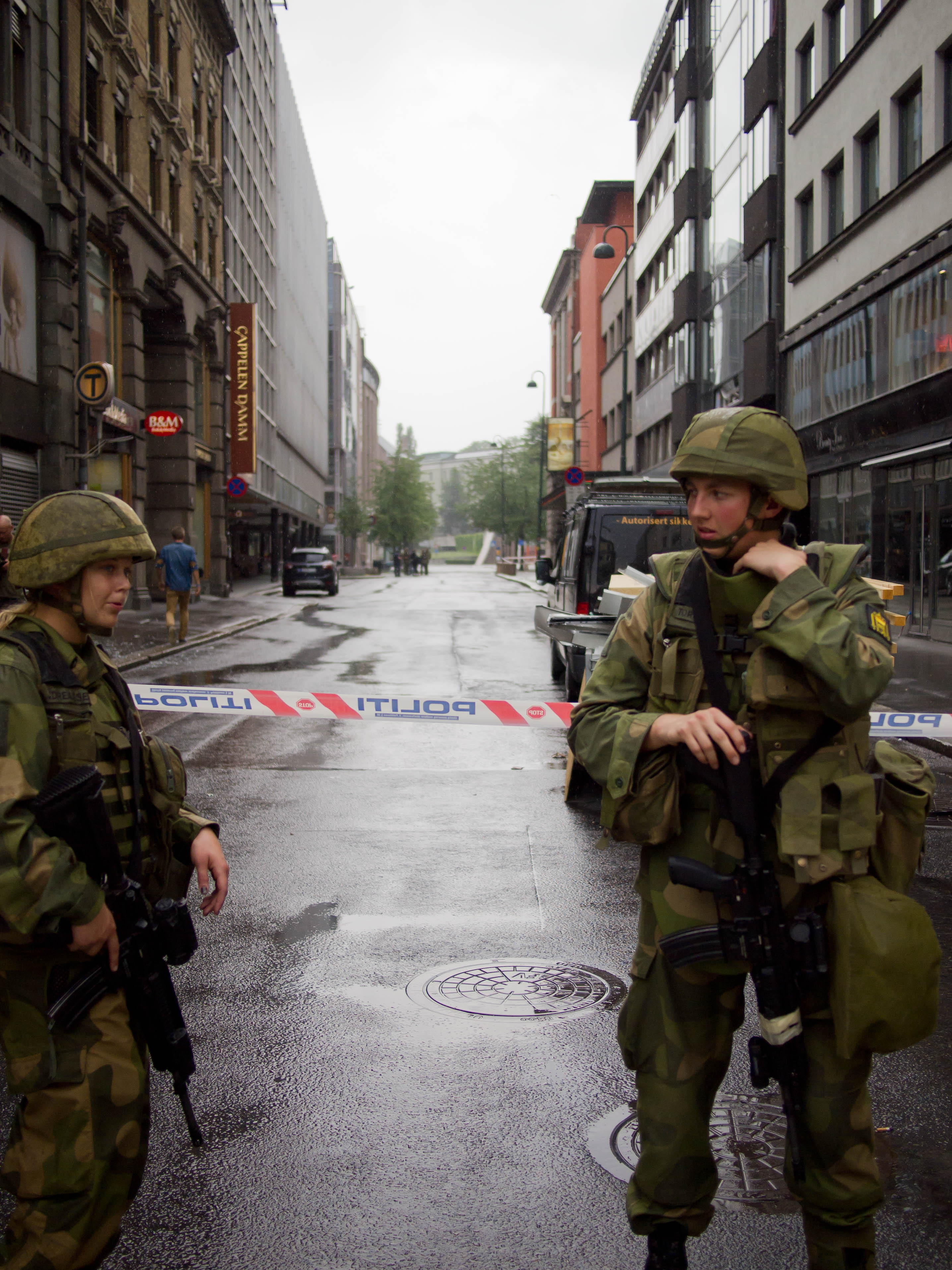
Le lendemain des attentats, le quartier des ministères d'Oslo est bouclé par l'armée norvégienne ; cette situation martiale ne s'était pas produite depuis la Seconde Guerre mondiale.

- Lors d'une conférence de presse le lendemain matin des attaques, le ministre d'État, Jens Stoltenberg, et le ministre de la Justice et de la Police, Knut Storberget, se sont adressés au pays. Stoltenberg a qualifié l'attaque de pire tragédie nationale depuis la Seconde Guerre mondiale[47].
- Le 23 juillet 2011, le roi Harald tient un discours où il déclare que « ce que nous espérions ardemment ne jamais voir est finalement arrivé ». Il a décrit la violence comme « une attaque contre la société norvégienne, que nous apprécions tant. Et il s'agit d'une attaque contre le cœur même de la démocratie norvégienne ». Il conclut en déclarant : « C'est quand notre nation est mise à l'épreuve de la force que la solidarité et le courage du peuple norvégien se font jour. […] Je m'accroche à la croyance que la liberté est plus forte que la peur, je m'accroche à la croyance en une démocratie et une société norvégienne ouverte. Je m'accroche à la croyance en notre capacité à vivre librement et en sécurité dans notre propre pays »[48].
- Le chef du Parti conservateur Erna Solberg a qualifié les massacres de « tragédie nationale » et a dit, entre autres choses, que « même si les événements ont eu lieu à Oslo et Utøya, c'est la nation tout entière qui a souffert. Nous sommes tous en deuil »[49].
- Le 24 juillet, interrogé par la presse norvégienne, le père d'Anders Behring Breivik, Jenz Breivik, ancien diplomate norvégien, annonce être « très, très triste », se trouver dans un état de choc et ne plus jamais vouloir retourner en Norvège. Il avoue avoir honte de son fils, avec lequel il n'avait pas beaucoup de contacts depuis les 15 ans de ce dernier[50].
- Le 25 juillet des rassemblements en hommage aux victimes sont organisés dans diverses villes du pays ; à Oslo, près de 150 000 personnes prennent part à cette « marche des roses » (Rosemarsjen)[51].
- Le 11 novembre, Knut Storberget démissionne du gouvernement. Il est remplacé par la ministre de la Défense, Grete Faremo, qui retrouve un poste qu'elle avait déjà occupé de 1992 à 1996[52].
- Le lendemain de ces attentats, lors de la dernière étape du Tour de France 2011, les deux seuls coureurs norvégiens du Tour, Thor Hushovd et Edvald Boasson Hagen, ont organisé une minute de silence dans le peloton juste avant le départ en mémoire des 77 victimes.

## Réactions internationales
- Algérie : le président Abdelaziz Bouteflika a condamné avec la « plus grande fermeté » les attentats qui ont endeuillé la Norvège dans un message de condoléances adressé au roi Harald V de Norvège. « J’ai appris avec une profonde émotion les lâches attentats qui viennent de frapper votre pays et provoquer la mort de plusieurs personnes ainsi que de nombreux blessés. C’est avec la plus grande fermeté que je condamne ces actes odieux. Dans ces moments dramatiques, je tiens à vous adresser, au nom du peuple et du gouvernement algériens ainsi qu’en mon nom personnel, mes condoléances les plus attristées et vous assurer de ma profonde compassion. Je vous prie de bien vouloir en être mon interprète auprès des familles éprouvées ».
- Belgique : le ministre belge a adressé ses condoléances au peuple norvégien ainsi qu'aux victimes.
- Bulgarie : le ministre des Affaires étrangères, Nikolaï Mladenov, a indiqué que « la Bulgarie condamne les attaques terroristes d'Oslo, dans lesquelles des innocents ont perdu la vie » et que « cet acte est absolument inacceptable, du point de vue politique et humain », exprimant par la suite ses condoléances et son soutien aux victimes et à la Norvège[53].
- Brésil : la Présidente Dilma Rousseff a déclaré dans un message adressé au ministre d'État norvégien Jens Stoltenberg qu'elle avait reçu les informations concernant les attentats avec consternation et elle a exprimé ses condoléances et la solidarité avec les victimes et leurs familles en Norvège au nom du gouvernement et du peuple brésilien[54].
- Canada : le Premier ministre du Canada, Stephen Harper, a condamné des « actes de violence barbares et insensés » et a offert ses condoléances aux Norvégiens au nom de tous les Canadiens[55]. À Ottawa, il est possible à la population d'écrire un message de soutien et de condoléances dans un livre se trouvant à l'ambassade norvégienne.
- Danemark : le ministre d'État danois Lars Løkke Rasmussen a déclaré que les Danois étaient au côté de la Norvège en ce jour, et il a offert sa compassion, sympathie, et solidarité au nom du peuple danois[56].
- Équateur : le gouvernement équatorien exprime sa solidarité et ses condoléances au peuple norvégien réaffirme la nécessité pour les nations de travailler pour la paix mondiale[57].

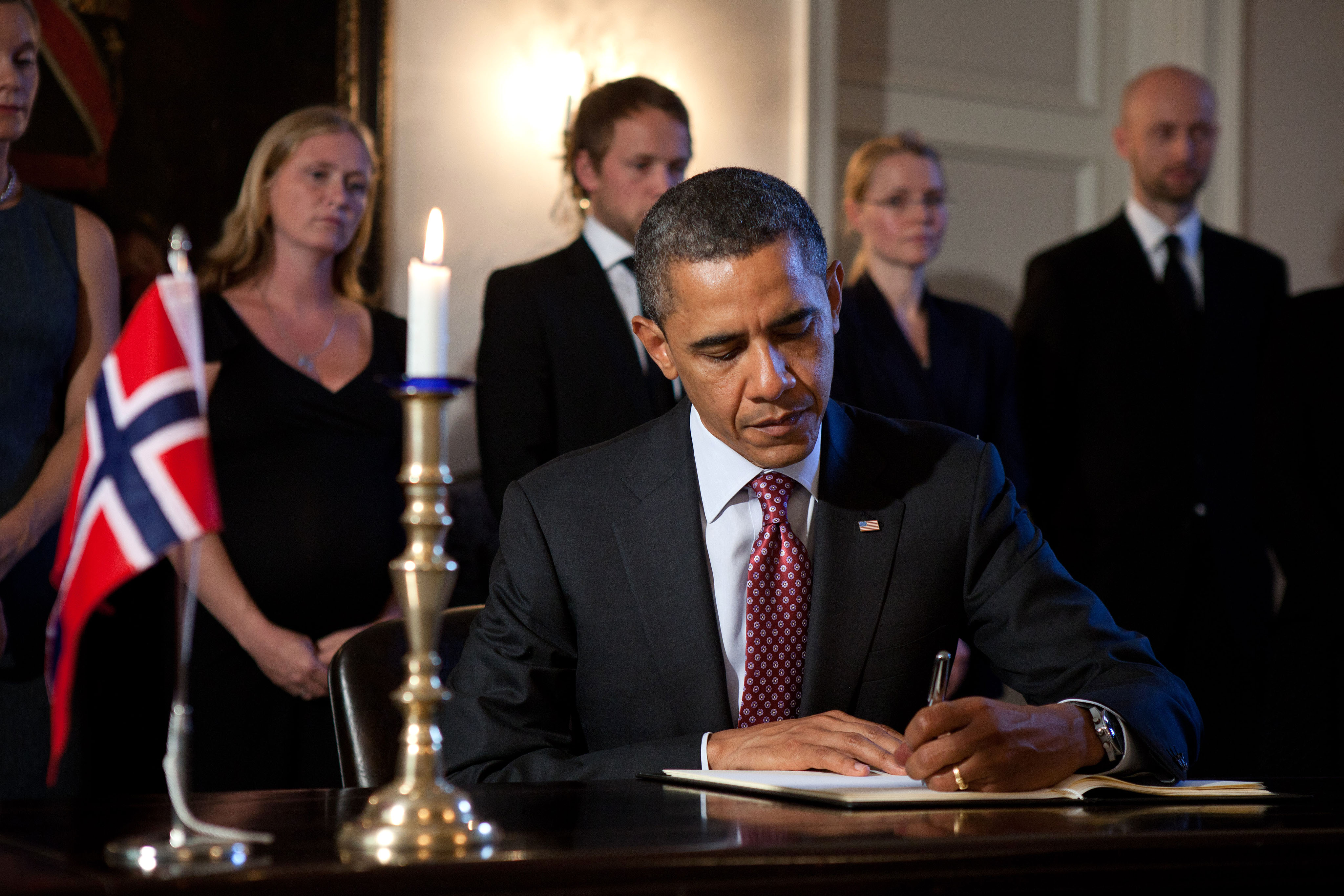
Barack Obama rédigeant ses condoléances le 26 juillet 2011, à l'occasion d'une visite de l'ambassadeur de Norvège.

- États-Unis : le président américain Barack Obama a présenté ses condoléances au peuple norvégien et offre l'assistance des États-Unis dans l'enquête sur les attaques. Il a déclaré que c'est un rappel que toute la communauté a un intérêt à prévenir que cette sorte de terreur ne se produise[58].
- Finlande : la présidente Tarja Halonen a exprimé ses condoléances au gouvernement de Norvège. Le ministre des Affaires étrangères Erkki Tuomioja a également contacté et exprimé ses condoléances à son homologue norvégien Jonas Gahr Støre, en disant qu'il était gravement préoccupé par la situation. Il déclara plus tard que l'explosion a secoué tous les pays nordiques et a eu un impact sur l'appréciation de l'état de la sécurité dans la région. Il ajouta que si cette attaque se révèle être liée au terrorisme cela prouve que pour les terroristes aucune raison réelle n'est nécessaire pour attaquer puisque la Norvège a traditionnellement essayé d'être constructive dans les conflits internationaux[59],[60].
- France : le président français Nicolas Sarkozy a qualifié l'attentat d'Oslo d'« acte de violence odieux et inacceptable ». « Dans ce moment dramatique, je tiens à vous assurer de la profonde sympathie du peuple français tout entier à l'égard du peuple norvégien »[61].
- Grèce : le Premier ministre grec Georges Papandréou et son ministre des Affaires étrangères Stávros Lambrinídis ont exprimé le soutien profond de la Grèce en ce moment de douleur du peuple norvégien frappé par cet acte de « violence sordide » qui vise directement « les structures de la société »[62].
- Irlande : Eamon Gilmore, vice-Premier ministre et ministre des Affaires étrangères, a présenté les condoléances au nom du gouvernement et du peuple irlandais[63].
- Islande : le Premier ministre d'Islande Jóhanna Sigurðardóttir a exprimé sa solidarité avec la Norvège : « Nous ressentons et partageons la douleur du peuple norvégien durant ces difficultés et temps agité et offrons toute l'aide que l'Islande peut fournir »[64].
- Libye : lors d'une conférence de presse à Tripoli, Moussa Ibrahim, un porte-parole du régime de Kadhafi, a déclaré qu'ils n'ont jamais soutenu de quelconques actes de terrorisme. Puis il a ajouté que l'OTAN était en train de semer le terrorisme dans le cœur de beaucoup, et que c'était regrettable et triste[65]. Mouammar Kadhafi avait menacé plusieurs fois les Européens, plus récemment en juillet 2011[66],[67],[68].
- Maroc : dans un communiqué adressé au roi Harald V, le roi du Maroc Mohammed VI a fermement condamné les attentats terroristes perpétrés en Norvège. Il a, par ailleurs, indiqué que ces « actes de violences et d'hostilité n'entameront en rien l'attachement de votre peuple et de votre pays aux valeurs universelles de démocratie, de liberté, de fraternité, de juste milieu, de paix, de justice. »[69]
- Mexique : le président Felipe Calderón a présenté ses condoléances au peuple norvégien via Twitter[70],[71].
- Pays-Bas : le ministre-président Mark Rutte a présenté ses condoléances au peuple norvégien via Twitter[72].
- Portugal : le président Aníbal Cavaco Silva a envoyé ses condoléances au roi Harald V et aux familles des victimes. Pedro Passos Coelho, le Premier ministre, a envoyé ses condoléances à son homologue Jens Stoltenberg.
- Royaume-Uni : le secrétaire d'État des Affaires étrangères et du Commonwealth William Hague a déclaré que le Royaume-Uni se tenait côte à côte avec la Norvège à la suite de l'attaque[73].
- Russie : Dmitri Medvedev déclare que la Russie condamne « dans les termes les plus fermes ces crimes monstrueux, pour lesquels il ne peut y avoir aucune justification »[74].
- Suède : le ministre d'État suédois Fredrik Reinfeldt a adressé ses plus profondes condoléances au peuple norvégien dans cette tragédie qui s'est produite à Oslo et au rassemblement des jeunes travaillistes norvégiens, et a indiqué que ses pensées allaient aux familles des victimes[75]. Le ministre des Affaires étrangères Carl Bildt a déclaré qu'il avait contacté immédiatement son homologue norvégien Jonas Gahr Støre pour exprimer leur sympathie à tous ceux touchés et pour fournir une aide si nécessaire[76].
- Vatican et  Espagne : le Pape Benoît XVI et le président du gouvernement José Luis Rodríguez Zapatero déclarent dans un communiqué commun leur « inquiétude face à la montée de l'idéologie xénophobe qui menace les valeurs de la liberté religieuse et de la coexistence caractéristiques de la société européenne »[77].

## Culture populaire
- Da Tweekaz, deux DJ's du domaine musical hardstyle, rendent hommages aux victimes sur leur composition intitulée What Have We Become[78].
- L'artiste LTR produit un morceau hommage aux victimes de la tuerie, intitulé Flashback[79].
- L'artiste Snefylla a sorti une chanson intitulé Köra helikoptern som Anders B, ce qui signifie en français « conduire un hélicoptère comme Anders B ».
- Le groupe norvégien Röyksopp et la chanteuse norvégienne Susanne Sundfør publient en 2012 le morceau Running to the sea.
- L'écrivain Jérôme Leroy a transposé le massacre d'Utoya dans un univers fictif dans son roman jeunesse Norlande en 2013.
- L'artiste Angélica Liddell a écrit et mis en scène une pièce de théâtre intitulée Tout le ciel au-dessus de la terre (Le Syndrome de Wendy) (Todo el cielo sobre la tierra (El síndrome de Wendy)), librement inspirée de la tuerie d'Utoya, représentée pour la première fois à Vienne le 10 mai 2013.
- Laurent Obertone a écrit le livre Utøya, sorti en 2013.
- Le groupe Harakiri For The Sky a sorti le titre 69 Dead Birds For Utøya sur leur album Aokigahara en 2014.
- La chanteuse Aurora a sorti le titre Little Boy in the Grass sur son album Running with the Wolves en 2015. La chanteuse ayant notamment perdu son "petit ami" lors du drame[80].
- Le réalisateur norvégien Erik Poppe a réalisé le film Utøya, 22 juillet (Utøya 22. juli), sorti en 2018.
- Paul Greengrass a écrit et réalisé le film américain Un 22 juillet (22 July), sorti en 2018.